# Megawati Sukarnoputri
Megawati Sukarnoputri, ou Soekarnoputri, née le 23 janvier 1947 à Jogjakarta sur l'île de Java, est une femme d'État indonésienne, présidente de la république d'Indonésie de 2001 à 2004, après en avoir été vice-présidente de 1999 à 2001. Elle est la première femme de l'histoire de l'Indonésie à avoir exercé ces fonctions. Elle est la fille de l’ancien président Soekarno, qui avait dû céder le pouvoir au général Soeharto en mars 1967, et de Fatmawati.

## Débuts en politique
La carrière de Megawati commence en 1986, lorsqu'elle est nommée vice-présidente de la branche de Jakarta Centre du Parti démocratique indonésien (PDI), un des deux partis autorisés par le régime de Soeharto aux côtés du parti du régime, le Golkar. Elle est élue députée aux élections générales de 1987. Lors du congrès extraordinaire du PDI en 1993, elle est élue présidente du parti par acclamation. 

## Opposition au régime de Soeharto
Cette nomination de la fille de Soekarno à la tête du PDI ne pouvait pas plaire au régime, alors dirigé par le général Suharto. Des manœuvres permettent d'écarter Megawati du congrès du parti à Medan (province de Sumatra Nord) en 1996, au profit d'un inconnu, Soerjadi. Refusant ce coup de force, les partisans de Megawati occupent le siège du PDI à Jakarta. Le 27 juillet 1996, des commandos d'hommes au crâne rasé et en tenue uniforme noire prennent le siège d'assaut, forçant les partisans de « Mega » à quitter les lieux. Cette action déclenche des émeutes dans Jakarta, que le régime impute au Parti démocratique du peuple (PRD), une petite organisation d'extrême-gauche dont le dirigeant, Budiman Sudjatmiko, est jeté en prison. Le PDI éclate en deux factions, les autorités ne reconnaissant bien entendu que celle de Soerjadi. Aux élections de 1997, le score du PDI chute.
Megawati devient le symbole de l'opposition au régime Soeharto. La démission de ce dernier en 1998 crée une situation nouvelle. La faction Megawati prend le nom de Partai Demokrasi Indonesia Perjuangan (Parti démocratique indonésien de lutte) ou PDIP. 

## Vice-présidente de la République

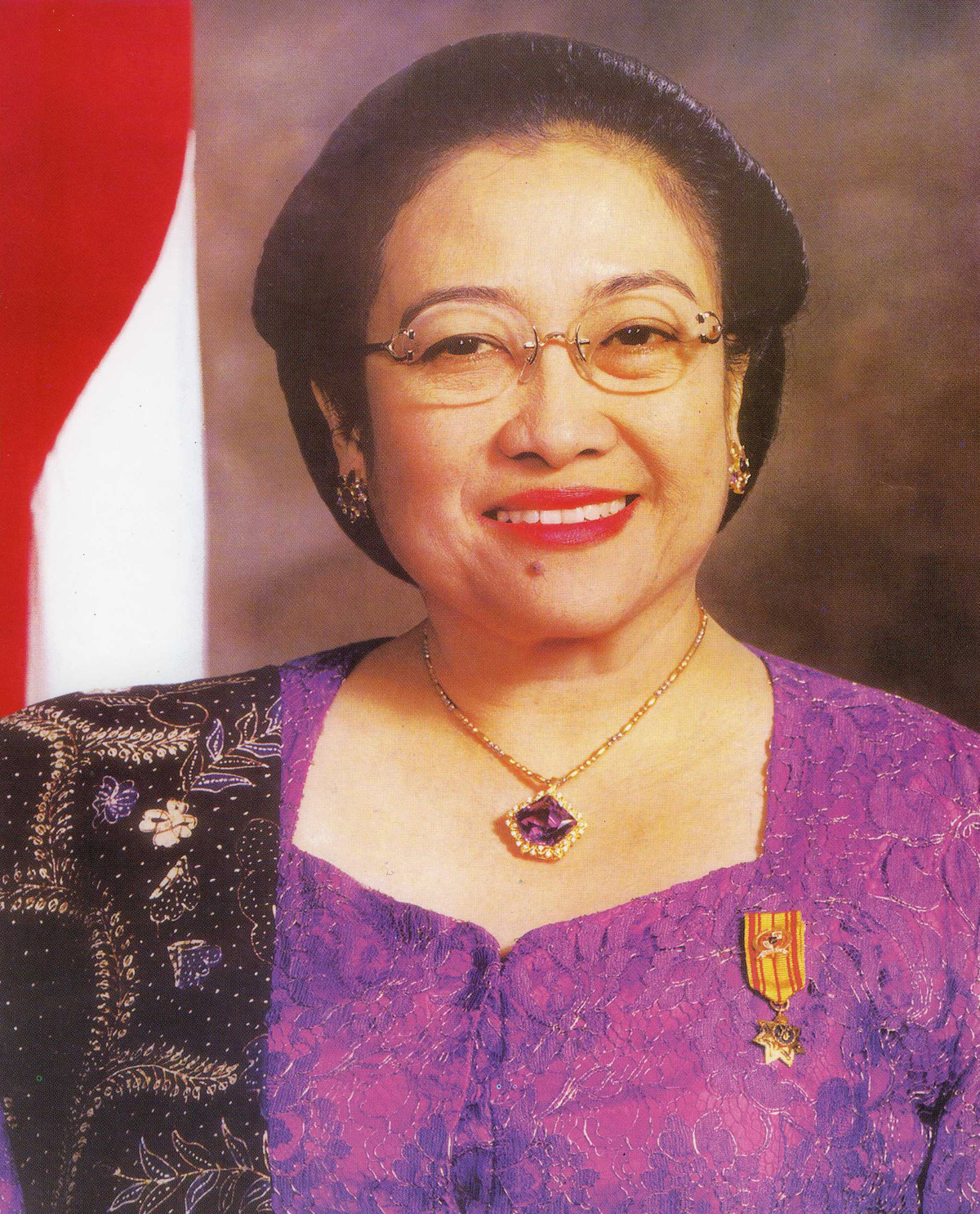
Portrait officiel de Megawati Sukarnoputri en tant que vice-présidente.

Aux élections de 1999, le PDIP arrive en tête avec plus de 30 %. Au Majelis Permusyawaratan Rakyat ou MPR (Parlement) issu de ces élections, des manœuvres ont lieu entre les partis se réclamant de l'islam, qui refusent la possibilité qu'une femme soit à la tête de l'État. En novembre 1999, c'est Abdurrahman Wahid, religieux et dirigeant de l'organisation musulmane Nahdlatul Ulama, qui est élu président de la République par 373 voix contre 313. Megawati est élue vice-présidente, devenant la première femme élue à ce poste.

## Présidente de la République

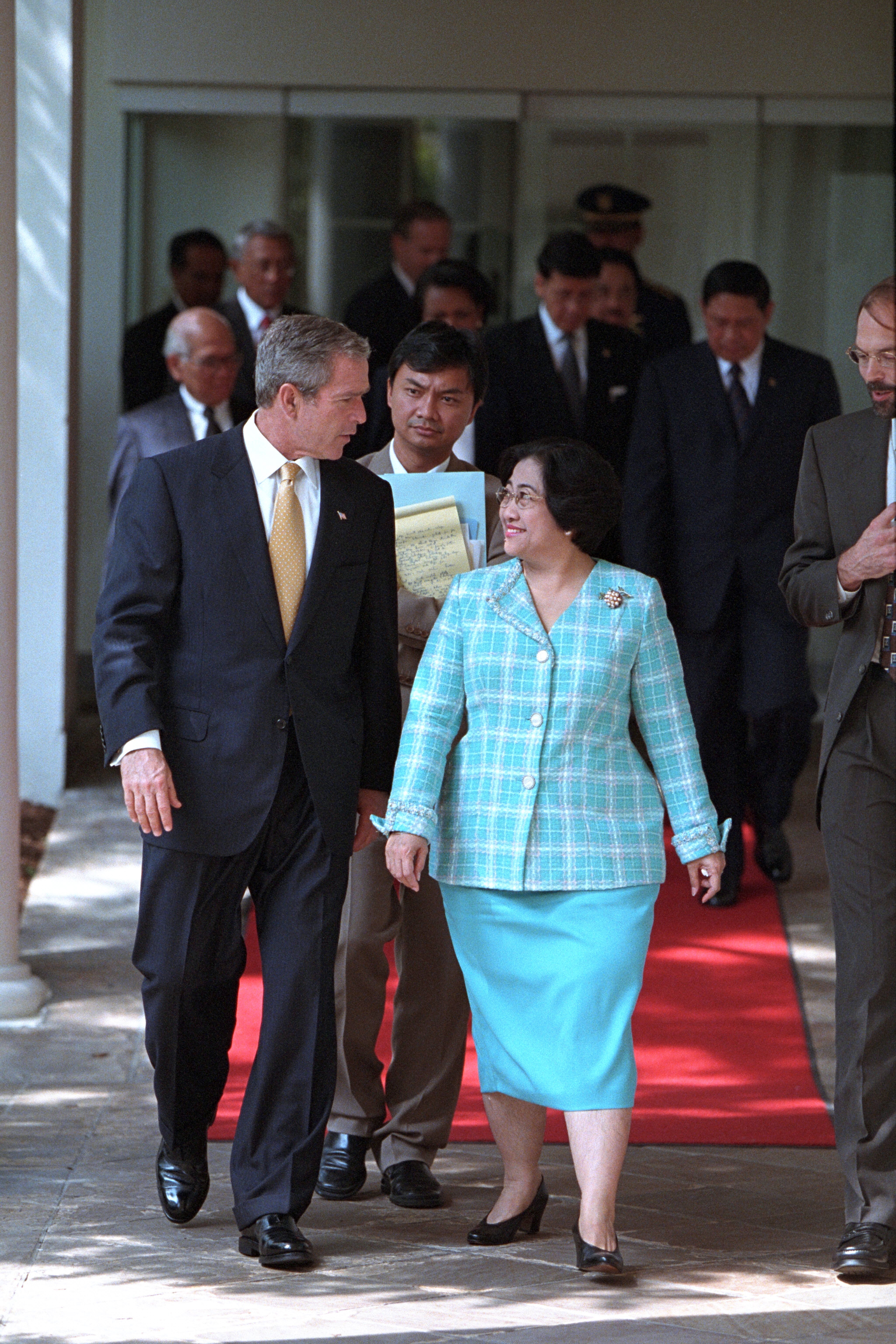
Megawati Sukarnoputri et le président américain George W. Bush, le 19 septembre 2001.

De nouvelles manœuvres politiques amènent à la destitution d'Abdurrahman Wahid par une session extraordinaire du MPR le 23 juillet 2001. Megawati lui succède alors comme présidente de la République. Elle est la première femme de l'histoire à exercer cette fonction. 
En 2004, elle est classée huitième dans la liste des femmes les plus puissantes du monde selon Forbes.
Megawati est battue lors de l'élection présidentielle du 20 septembre 2004 par Susilo Bambang Yudhoyono, qui lui succède le 20 octobre suivant, jour de sa prestation de serment.

## Après la présidence
Elle a été de nouveau candidate malheureuse à la présidence lors de l'élection du 8 juin 2009 face au chef d'État sortant d'une part et d'autre part au vice-président Jusuf Kalla, soutenu par le Golkar.

## Étymologie
Son nom complet Diah Permata Megawati Setiawati Soekarnoputri signifie « princesse bijou nuageuse fidèle fille de Soekarno ».

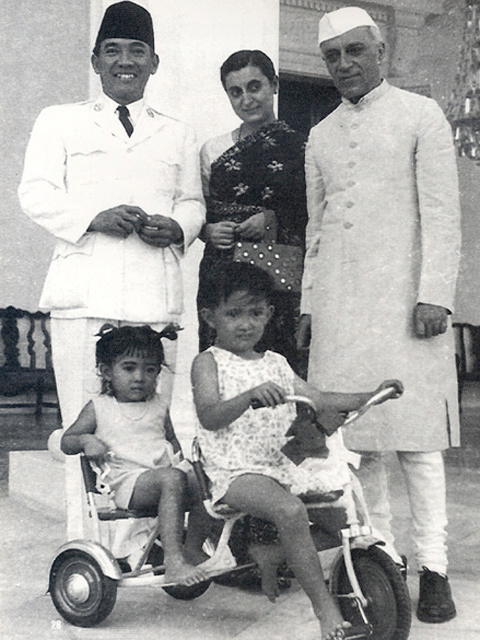
Le Président indonésien Soekarno, son fils et sa fille Megawati Sukarnoputri reçoivent le Premier ministre indien Jawaharlal Nehru et sa fille Indira Gandhi.

Son nom d'usage est simplement Megawati, voire « Mega ». 
On dit aussi Megawati Sukarnoputri ,, l'usage international étant de fournir au moins une apparence de nom de famille. 
On trouve aussi écrit Mégawati avec un accent aigu utilisé en indonésien pour distinguer le é du pepet ou « souffle » noté par e jusqu'à ce que la réforme orthographique de 1947 (orthographe Soewandi) supprime tous les signes diacritiques. 
Méga transcrit le sanscrit मेघ megha « nuage ». 
La presse indonésienne écrit Soekarnoputri, tout comme Wikipedia indonésien. La graphie oe
(selon l'orthographe dite Van Ophuijsen), 
« dont l'inconséquence était ressentie comme toute coloniale »,
a été remplacée par u dès 1947 
(cette nouvelle orthographe dite Soewandi, du nom du ministre de l'Éducation de l'époque, a donc été introduite l'année même de la naissance de l'intéressée) 
dans l'écriture de la langue indonésienne. 
La ville de Bandoeng devint ainsi Bandung. 
Néanmoins de nombreux Indonésiens ont conservé la forme ancienne de leur nom et Sukarno lui-même signait toujours « Soekarno » avec la graphie oe. D'où cette graphie « Soekarnoputri » mêlant les deux orthographes (oe et u) en lieu et place de *Soekarnopoetri ou Sukarnoputri. De plus le remplacement de oe par u n'a été effectué qu'en 1955 pour la langue javanaise. 
La finale putri est un emprunt savant au sanscrit पुत्री putrī et signifie « fille ». Sukarnoputri n'est pas un patronyme, institution que ne connaissent pas la grande majorité des Indonésiens ; il s'agit simplement d'une partie du nom qu'on lui a donné à sa naissance, comme à ses sœurs. Les frères de Megawati ont dans leur nom Sukarnoputra (ou Soekarnoputra), littéralement « fils de Sukarno ». Il s'agit là d'un choix propre aux parents, nullement une pratique répandue. Le nom du fleuve Brahmapoutre (Brahmaputra) signifie « fils de Brahma ». पुत्र putra est un lointain correspondant du latin puer et du français « puéril ».

## Distinctions
- Docteur honoris causa de l'université Waseda[12]